# René Arredondo
René Arredondo (nacido el 15 de junio de 1961 en Apatzingán de la Constitución, Michoacán, México) es un exboxeador mexicano. Es hermano del excampeón mundial de boxeo Ricardo Arredondo.

## Carrera Profesional
Comenzó su carrera profesional el 15 de noviembre de 1979.  Durante los primeros tres años, combatió principalmente en México, y a partir de 1983, en los Estados Unidos. El 22 de septiembre de 1983, ganó el título de peso superligero de California al derrotar a Rigoberto Ruiz por nocaut en el sexto asalto.
El 5 de mayo de 1986, Arredondo desafió al campeón mundial de peso wélter junior del CMB, Lonnie Smith.  Arredondo ganó el título por nocaut técnico en el quinto asalto en Los Ángeles.
Su primera defensa del título fue contra Tsuyoshi Hamada el 24 de julio de 1986 en Tokio, Japón. Arredondo perdió por nocaut en el primer asalto. Sin embargo, recuperó el título el 22 de julio de 1987, nuevamente en Tokio, venciendo a Hamada por nocaut técnico en el sexto asalto.
El 12 de noviembre de 1987, Arredondo defendió su título contra Roger Mayweather en Los Ángeles, perdiendo por nocaut técnico en el sexto asalto.
El 7 de agosto de 1995, peleó contra Jeff Leggett por el título vacante de peso superwélter de la NABO (OMB), ganando por nocaut técnico en el décimo asalto. Continuó boxeando profesionalmente durante aproximadamente diez años más, retirándose en 1997.